# Домобудівник (Чернігів)
Футбольний клуб «Домобудівник» — український футбольний клуб з міста Чернігова.

## Досягнення
- Володар кубка України серед аматорів — 1996/97
- Віце-чемпіон чемпіоната Чернігівської області з футболу — 1994
- Володар кубка Чернігівської області з футболу — 1996, 1997

## Всі сезони в незалежній Україні
| Сезон   | Чемпіонат | Чемпіонат | Чемпіонат | Чемпіонат | Чемпіонат | Чемпіонат | Чемпіонат | Чемпіонат | Кубок       | Кубок | Кубок | Кубок | Кубок | Кубок | Кубок | Примітка |
| Сезон   | Ліга      | Місце     | І         | В         | Н         | П         | М         | О         | Етап        | І     | В     | Н     | П     | М     | О     | Примітка |
| ------- | --------- | --------- | --------- | --------- | --------- | --------- | --------- | --------- | ----------- | ----- | ----- | ----- | ----- | ----- | ----- | -------- |
| 1997/98 | —         | —         | —         | —         | —         | —         | —         | —         | 1/64 фіналу | 3     | 0     | 1     | 2     | 2−4   | 1     |          |
| Всього  | —         | —         | —         | —         | —         | —         | —         | —         | >1 сезон    | 3     | 0     | 1     | 2     | 2−4   | 1     |          |

## Відомі гравці
- Валерій Гриценко